# Łuczyna
Łuczyna (niem. Luzine) – wieś w Polsce położona w województwie dolnośląskim, w powiecie oleśnickim, w gminie Dobroszyce.

## Podział administracyjny
W latach 1954–1961 wieś należała i była siedzibą władz gromady Łuczyna, po jej zniesieniu w gromadzie Dobroszyce. W latach 1975–1998 miejscowość administracyjnie należała do województwa wrocławskiego.

## Kościół
We wsi znajduje się kościół filialny pw. Najświętszego Serca Pana Jezusa należący do parafii  Najświętszej Maryi Panny Częstochowskiej w Siekierowicach.